# Ignacio Sánchez Amor
José Ignacio Sánchez Amor (ur. 15 maja 1960 w Cáceres) – hiszpański polityk, prawnik i samorządowiec, działacz Hiszpańskiej Socjalistycznej Partii Robotniczej (PSOE), poseł do Kongresu Deputowanych, sekretarz stanu, deputowany do Parlamentu Europejskiego IX i X kadencji.

## Życiorys
W wieku 17 lat przystąpił do Partido Socialista Popular, z którą dołączył następnie do PSOE. Początkowo studiował medycynę, później podjął studia prawnicze, które ukończył na Uniwersytecie Complutense w Madrycie. W latach 1984–1986 pracował w rządowej agencji analitycznej Centro de Estudios Políticos y Constitucionales, następnie jako prawnik we wspólnocie autonomicznej Estremadura.
Od 1989 do 2004 pełnił różne funkcje w administracji Estremadury, w tym w latach 1996–2004 dyrektora gabinetu prezydenta tego regionu. W latach 2004–2007 wchodził w skład rządu Estremadury jako zastępca prezydenta. Od 2001 był sekretarzem generalnym PSOE w Méridzie. W latach 2007–2011 sprawował mandat deputowanego do regionalnego parlamentu, gdzie pełnił funkcję rzecznika frakcji socjalistycznej. Od 2010 do 2011 był wiceprzewodniczącym Kongresu Władz Lokalnych i Regionalnych Europy.
W 2011 po raz pierwszy został wybrany na posła do Kongresu Deputowanych. Reelekcję uzyskiwał w wyborach w 2015 i 2016. Został przewodniczącym hiszpańskiej delegacji do Zgromadzenia Parlamentarnego OBWE. W 2018 powołany przez minister Meritxell Batet na sekretarza stanu w ministerstwie polityki terytorialnej
i służb publicznych.
W wyborach w 2019 uzyskał mandat eurodeputowanego IX kadencji. Z powodzeniem ubiegał się o reelekcję w 2024.